# Красные шипы
«Красные шипы» (пол. Czerwone ciernie) — польский фильм 1976 года режиссёра Юлиана Дзедзины по роману Владислава Рымкевича «Время примирит, трава зарастёт».

## Сюжет
Действие фильма происходит в Лодзе, Царство Польское, в канун Революции 1905 года.
Стефан Войнич, потомок шляхетского рода, несмотря на свои благородные корни становится на сторону рабочих против эксплуатации промышленников и гнёта царизма, организует конспиративную работу, а затем стачку на заводе. В него влюблены две девушки: рабочая Манька и кузина Юлия. Обе женщины помогают перевязывать раненых при обороне завода от царских войск. Несмотря на поражение рабочих, Стефан не отказывается от борьбы.

## В ролях
В главных ролях:
- Ян Новицкий — Стефан Войнич
- Эмилия Краковская — Манька
- Барбара Вжесиньская — Юлия
- Станислав Яскевич — отец Юлии
- Владимир Ивашов — Владимир

В остальных ролях:
- Мечислав Хрыневич — Сулек
- Мария Клейдыш — Сулкова
- Мечислав Войт — Легарт
- Михал Павлицкий — Шнайдер
- Станислав Михальский — Лесневский
- Хенрик Биста — Розенблатт
- Ян Падковский — Коляса
- Зигмунт Хобот — художник
- Пётр Лысак — Камиль
- Болеслав Плотницкий — полковник
- Хенрик Махалица — директор гимназии
- Тадеуш Сомоги — адъютант
- Богдан Лысаковский — офицер
- Здзислав Шимборский — горожанин
- Анджей Хердер — викарий
- Ханна Скаржанка — княгиня
- Богуслав Сохнацкий — охотник
- Ирена Буравская — мать Томека
- Чеслав Пшибыла — служитель костёла
- Мирослав Шонерт — доктор
- Эугениуш Валашек — фабрикант
- Станислав Хеймбергер — лакей
- Юлиуш Любич-Лисовский — полковник царской армии
- Ян Пехоциньский — тюремный надзиратель

## Фестивали и награды
- 1977 — Фестиваль польских художественных фильмов в Гданьске — приз за музыку.